# 小长涂山岛
30°15′20″N 122°16′40″E / 30.2556000904517°N 122.2777408361435°E

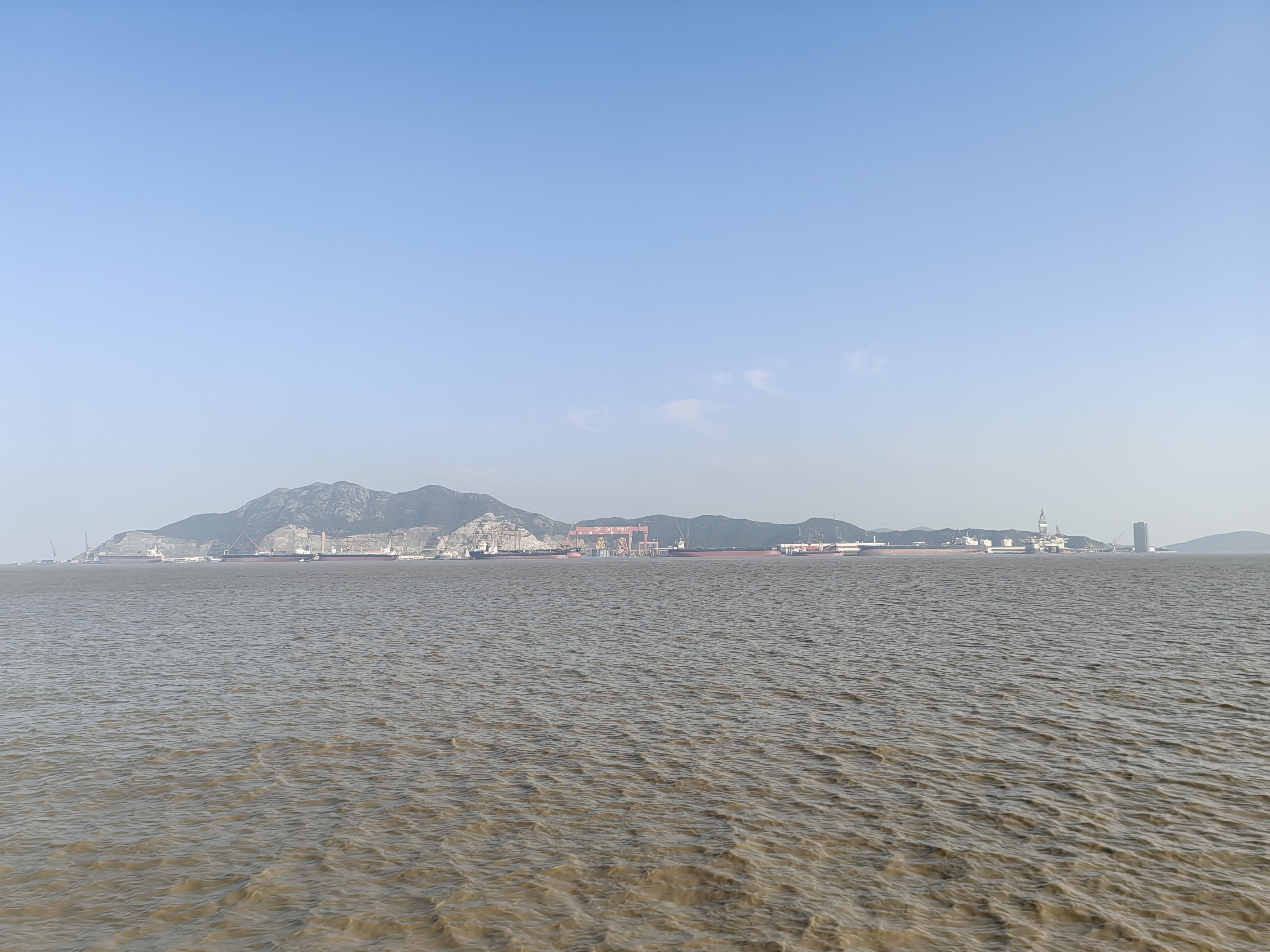
自岱山岛望見的小长涂山

小长涂山是浙江省舟山群岛中的一个海岛，位于岱山岛以东，两者之间隔岱山水道，与大长涂山之间隔一条狭长但水深的长涂港。岛上最高峰为高鳌山，海拔299米，超过岱山本岛。陆地面积10.92平方公里，包括潮间带总面积13.33平方公里，人口10,724（2000年普查）。隶属岱山县长涂镇，且为该镇政府所在地。大长涂山虽然面积大，但人口远比小长涂山少，是长涂镇人口的主要集聚地。2005年舟山金海湾船业有限公司在该岛西部开建，建成国内最大的船坞，因船厂建设中大规模填海，也使小长涂山面积超过13平方公里。